# Ibach, Baden-Württemberg
Ibach, Baden-Württemberg är en kommun i Landkreis Waldshut i regionen Schwarzwald-Baar-Heuberg i Regierungsbezirk Freiburg i förbundslandet Baden-Württemberg i Tyskland. I kommunen finns byarna Oberibach och Unteribach.
Kommunen ingår i kommunalförbundet St. Blasien tillsammans med staden St. Blasien och kommunerna Bernau im Schwarzwald, Dachsberg (Südschwarzwald), Häusern, Höchenschwand och Todtmoos.